# Copa Argentina
Copa Argentina er den officielle pokalturnering for argentiner fodboldklubber. Turneringen arrangeres af Argentinas fodboldforbund og dens første udgave var i 1969. Den mest succesrige klub er CA Boca Juniors, som har vundet turneringen 4 gange.

## historie
Nedenstående er en liste over samtlige finaler i Copa Argentina gennem tiden:
| år                               | Vinder af Copa Argentina      |
| -------------------------------- | ----------------------------- |
| 1969                             | CA Boca Juniors               |
| 1970                             | Turneringen er ikke afsluttet |
| 1971–2011 Turnering ikke afholdt |                               |
| 2011/12                          | CA Boca Juniors               |
| 2012/13                          | Arsenal FC                    |
| 2013/14                          | CA Huracán                    |
| 2014/15                          | CA Boca Juniors               |
| 2015/16                          | CA River Plate                |
| 2016/17                          | CA River Plate                |
| 2017/18                          | Rosario Central               |
| 2018/19                          | CA River Plate                |
| 2019/2020                        | CA Boca Juniors               |
| 2021/2022                        | Patronato                     |
| 2023                             | Estudiantes                   |